# Józef Nusbaum-Hilarowicz

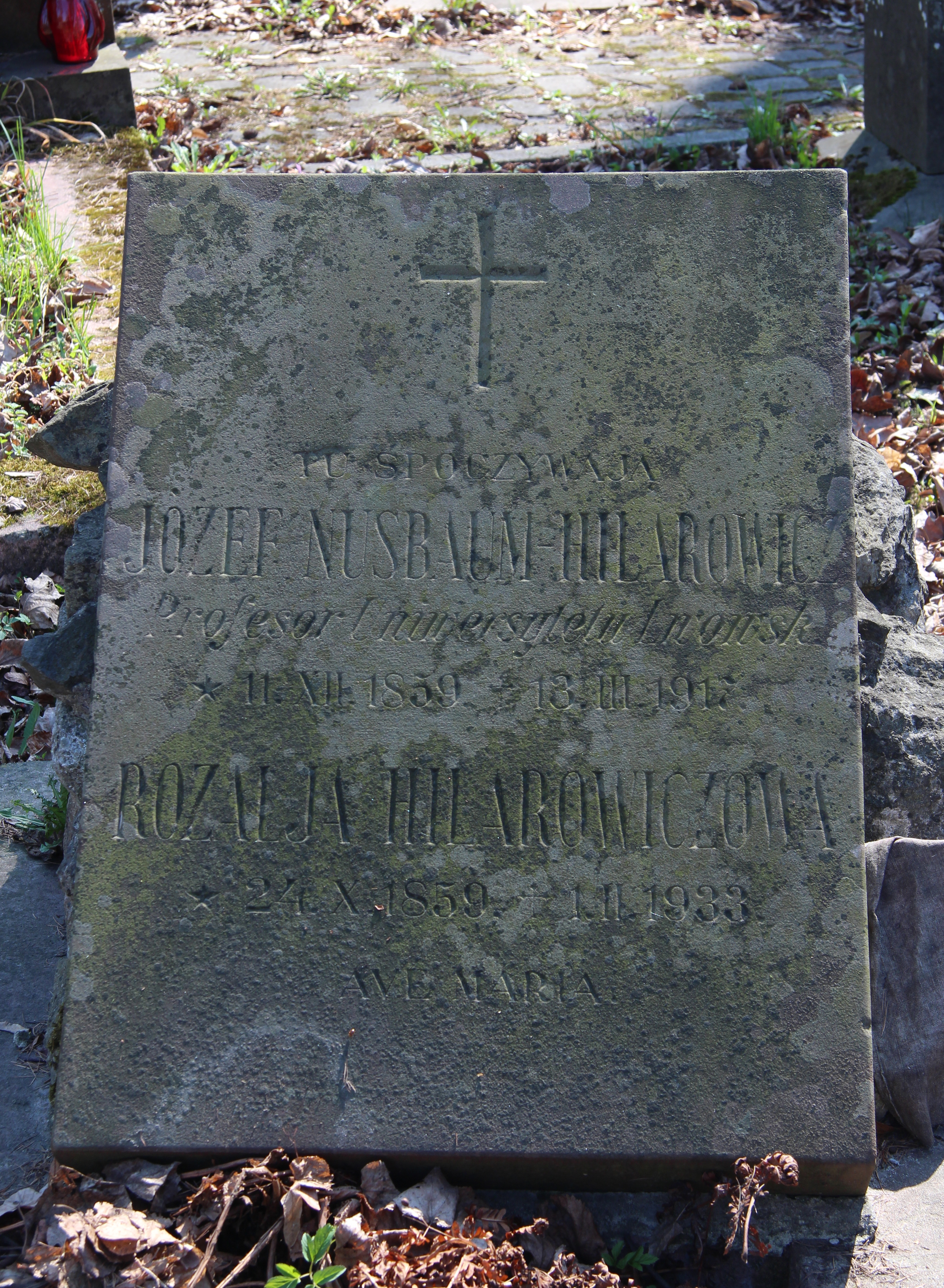
Grób Józefa Nusbauma-Hilarowicza

Józef Nusbaum-Hilarowicz (ur. 11 grudnia 1859 w Warszawie, zm. 17 marca 1917 we Lwowie) – polski zoolog, ewolucjonista i propagator idei ewolucji, twórca lwowskiej szkoły zoologicznej.

## Życiorys
Był synem drobnego przemysłowca, pochodzenia żydowskiego, Hilarego Nusbauma i Ewy z domu Tenenbaum. W 1878 roku ukończył gimnazjum klasyczne w Warszawie. W latach 1878–1881 odbył studia przyrodnicze na Wydziale Fizyko-Matematycznym rosyjskiego Cesarskiego Uniwersytetu Warszawskiego. W 1886 roku uzyskał stopień magistra zoologii i anatomii porównawczej na Uniwersytecie w Odessie (promotorami byli Aleksandr Kowalewski i Ilja Miecznikow).
W 1888 roku uzyskał stopień doktora zoologii i anatomii porównawczej na Uniwersytecie Warszawskim. Wykładowca Uniwersytetu Latającego w Warszawie. W roku 1891 habilitował się na Wydziale Filozoficznym Uniwersytetu Lwowskiego u Benedykta Dybowskiego w zakresie anatomii porównawczej i embriologii. W 1892 roku przeniósł się do Lwowa, obejmując stanowisko prywatnego docenta anatomii porównawczej i embriologii przy Zakładzie Zoologii i Anatomii Porównawczej Uniwersytetu Lwowskiego. W 1906 roku po przejściu na emeryturę Benedykta Dybowskiego, Józef Nusbaum-Hilarowicz (w 1907 przyjął chrzest i zmienił nazwisko na Nusbaum-Hilarowicz) zrezygnował ze stanowiska w Akademii Weterynarii i objął kierownictwo Zakładu Zoologii i Anatomii Porównawczej na Wydziale Filozoficznym Uniwersytetu Lwowskiego w charakterze rzeczywistego profesora zwyczajnego. Kierując tym zakładem do śmierci, rozszerzył go, przebudował i zorganizował. Zakład ten stał się z biegiem lat jednym z najnowocześniejszych pod względem naukowym ośrodków zoologicznych w Europie.  W nusbaumowskiej szkole zoologicznej wyspecjalizowało się ponad 40 zoologów, spośród których 16 zajęło później stanowiska profesorskie w szkołach wyższych (m.in. Benedykt Fuliński, Jan Grochmalicki, Jan Hirschler, Antoni Jakubski, Rudolf Weigl). Jako wykładowca słynął z wielkiego daru wymowy, a jako nauczyciel młodych kadr zoologów z wielkiego talentu pedagogicznego i ojcowskiej wprost życzliwości. W trosce o naukowy rozwój swych uczniów często wyjednywał im stypendia i wysyłał do nadmorskich stacji zoologicznych, zwłaszcza Triestu, Neapolu i Monaco, z którymi ściśle współpracował.
W latach 1902–1903 był prezesem Polskiego Towarzystwa Przyrodników im. Kopernika.
Zmarł 17 marca 1917 we Lwowie. Został pochowany na Cmentarzu Łyczakowskim. Polskie władze samorządowe Lwowa uhonorowały Nusbaum-Hilarowicza poprzez nazwanie jednej z ulic miasta Lwowa jego nazwiskiem.
Jego brat Henryk Nusbaum był neurologiem i filozofem medycyny. Jego żona Rozalia Hilarowiczowa (1859–1933) była przyrodniczką. Syn Henryk Hilarowicz, profesor, został zamordowany przez hitlerowców w lipcu 1941. Drugi syn Tadeusz był znanym teoretykiem prawa administracyjnego.

## Dorobek naukowy
Napisał około 250 publikacji naukowych i popularnonaukowych z zakresu anatomii, ewolucjonizmu, embriologii, histologii, a także podręczników uniwersyteckich.

## Wybrane prace
- Zasady ogólne nauki o rozwoju zwierząt (embryologia). Wydawnictwo Przeglądu Tygodniowego, 1887
- Przyczynek do embryologii maika (Meloë proscarabaeus, Marscham). Nakładem Redakcyi Czasopisma "Kosmos", 1891
- Zasady anatomii porównawczej. Wende i S-ki, 1899 T.1
- Z zagadnień biologii i filozofii przyrody. nakł. Księgarni im. H. Altenberga, 1899
- Szkice i odczyty z dziedziny biologii. Warszawa-Lwów: Wende, 1900
- Zasady anatomii porównawczej. T. 2, Anatomia porównawcza zwierząt kręgowych. Warszawa, 1903
- Idea ewolucji w biologii. Centnerszwer, 1910
- Rozwój świata zwierzęcego (1912–1913)
- Szlakami wiedzy: odczyty dla wykształconego ogółu o zagadnieniach biologii współczesnej : z portretem autora, ośmioma tablicami i licznymi rysunkami w tekście. Nakł. Księgarni Polskiej im B. Połonieckiego, 1904
- Pamiętniki przyrodnika: autobiografja. H. Altenberg. Księgarnia Wydawnicza, 1921